# درولا مورفی
درولا مورفی (زاده ۲۸ نوامبر ۱۹۳۱ – درگذشته ۲۲ مه ۲۰۲۲) دوچرخه‌سوار ایرلندی و نویسنده کتاب‌های سفر ماجراجویی بود که بیش از ۵۰ سال نوشت. مورفی بیشتر به خاطر کتاب «با سرعت تمام: از ایرلند تا هند با دوچرخه» در سال ۱۹۶۵، دربارهٔ سفر دوچرخه سواری زمینی او در سال ۱۳۴۲ یا ۱۹۶۳ از طریق ایران، افغانستان، پاکستان به هند شناخته شده است. او این کار را با کار داوطلبانه برای کمک به پناهندگان تبتی در هند و نپال و پیاده‌روی با قاطر در اتیوپی دنبال کرد. بعدها در مورد سفرهای انفرادی خود در رومانی، آفریقا، لائوس، ایالات یوگسلاوی سابق و سیبری نوشت. در سال ۲۰۰۵، به همراه دختر و سه نوه اش از کوبا دیدن کرد.
او که در سال ۱۳۴۲ مصادف با اصلاحات ارضی از ایران دیدن میکند در کتاب خود توضیحات مختصری راجع به حال و هوای آن دوران و وضع فرهنگی و میزان خشونت در جامعه ارایه میدهد.

## سفر
مورفی معمولاً به تنهایی بدون تجملات و بسته به مهمان نوازی مردم محلی سفر می‌کرد. او در موقعیت‌های خطرناکی قرار گرفت. در یوگسلاوی سابق مورد حمله گرگ‌ها قرار گرفت، در اتیوپی توسط سربازان تهدید شد، و در سیبری مورد سرقت قرار گرفت. با این حال، او بدترین حادثه خود را این بود که بر روی گربه‌ها در خانه زمین‌خورد و بازوی چپ خود را شکست.
بنظر میآید که در ایران خیلی به او بد گذشته باشد چون در اول کتاب انرا به مرد مهربان افغانستان و پاکستان تقدیم می‌کند و هیچ اسمی از مردم ایران نمیاورد. در ایران در دو مورد مردان خواستند به او تجاوز کنند. یک مورد بهمراه دوستش بود که شانس آورد اسلحه همراه داشت و به سه مرد متجاوز تیراندازی کرد و متواری شدند. مورد دوم توسط افسر پلیس ایران دستگیر شده و به مکان بسته‌ای برده شد تا مورد تجاوز قرار گیرد. او می‌نویسد برای این افسر کارهایی کرد که باعث شد در حالیکه شلوارش را درآورده بود از حال برود! سپس او بسرعت کلید مکان را از جیب شلوار افسر بیرون کشید و فرار کرد. او رشوه دادن و رشوه خواری را جزو زندگی روزمره ایرانیان دیده بود که بقدری برای مردم ایران عادی بود که دست به توجیه آن می‌زدند.